# Tap-Tap

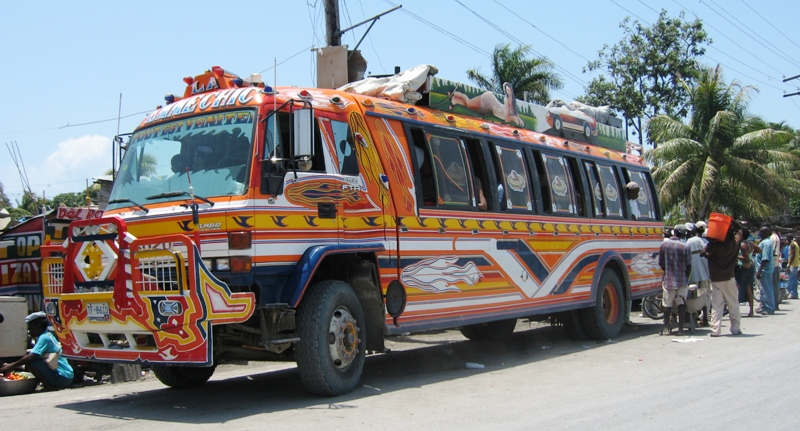
Tap-Tap

Tap-Tap ist die Bezeichnung für Busse oder Pick-Ups, die in Haiti als Sammeltaxi verwendet werden. Eine andere Bezeichnung ist in Haiti das französische Wort camionette.
Tap-Tap bedeutet im haitianischen Kreolisch schnell-schnell. Die Fahrzeuge werden überreich bemalt, als Motive dienen unter anderem Darstellungen von Popstars, von Fußballern aber auch von Verwandten, die im Ausland leben und die Fahrzeuge finanziert haben.
Tap-Taps bedienen festgelegte Routen und fahren erst los, wenn sämtliche Sitzplätze belegt sind. Will man aussteigen, klopft man auf die Karosserie, damit der Fahrer anhält.

## Reisewarnungen
Verschiedene Staaten warnen ihre Staatsbürger davor, jeglichen öffentlichen Transport in Haiti zu benutzen, wobei speziell vor der Benutzung von Tap-Taps gewarnt wird. Gründe für diese Warnungen sind unter anderem mangelnde technische Zuverlässigkeit der Tap-Taps sowie waghalsiges und rücksichtsloses Verhalten der Fahrer im Straßenverkehr.